# Skrutynium
Skrutynium (łac. scrutinium 'badanie' od scruto, scrutare 'badać, sprawdzać') - od czasów średniowiecznych w Rzeczypospolitej, forma odróżniania winy umyślnej od nieumyślnej, polegająca na przeprowadzeniu śledztwa przez przysięgłych urzędników (najczęściej - kasztelanów z dwoma pomocnikami), którzy przesłuchiwali świadków pod przysięgą (aby mieć pewność, że nie są oni przekupieni).
Instytucja została wprowadzona w Wielkopolsce statutem z Koła w 1472, a w pozostałej części kraju - w 1496.